# Cal Capot
Cal Capot és un edifici de Calafell (Baix Penedès) protegit com a bé cultural d'interès local.

## Descripció
Es tracta d'un immoble irregular constituït per quatre cossos. Disposa de planta baixa i dues plantes pis. La coberta és a una sola vessant feta de teula àrab, excepte una part que és coberta plana o terrat. La façana principal mostra modificacions realitzades en diverses èpoques. Damunt del portal hi ha la data 1807, encara que el portal actual és del segle xx, com la resta d'obertures. La façana és arrebossada amb morter de ciment i pintada de color blanc. A la façana posterior hi ha part d'un portal de pedra tallada. A les façanes hi ha cables d'instal·lacions i fanals de l'enllumenat públic. A l'interior, a la planta baixa, hi ha un arc ogival. També hi ha un pou.
El sistema constructiu és de tipus tradicional a base de murs de càrrega i sostres unidireccionals fets amb bigues de fusta. Entrebigats i volta de l'escala de rajola. La coberta és de bigues de fusta.